# Wolfgang Ostwald
Wolfgang Ostwald (ur. 27 maja 1883 w Rydze, zm. 22 listopada 1943 w Dreźnie) – niemiecki chemik i biolog badający koloidy. Wykładał chemię koloidalną na Uniwersytecie w Lipsku. Syn Wilhelma Ostwalda - laureata Nagrody Nobla w dziedzinie chemii.
W latach 1901-1904 studiował na uniwersytecie w Lipsku w 1904 uzyskał doktorat. W latach 1904-1906 był asystentem naukowym na Uniwersytecie Kalifornijskim w Berkeley. Po powrocie do Lipska został asystentem stażysty w Instytucie Zoologicznym, ale coraz częściej zajmował się badaniami chemicznymi koloidów. W 1908 habilitował się w Lipsku uprawnienia do nauczania zostały rozszerzone w 1913 na "Chemię koloidalną w jej zastosowaniu do biologii". Jego kariera na Uniwersytecie w Lipsku była niepewna, ponieważ znaczenie badań nad koloidami nie było wystarczająco doceniane, musiał więc zadowolić się posadą asystenta w Instytucie Chemii Fizycznej. W 1923 utworzono pierwszą zaplanowaną profesurę nadzwyczajną w dziedzinie chemii koloidów w Niemczech. Ostwald otrzymał profesurę dopiero w 1935 roku.

## Prace naukowe
- Grundriß der Kolloidchemie (Podstawy chemii koloidalnej, 1909)
- Die Welt der vernachlässigten Dimensionen (Świat zaniedbanych wymiarów, 1914)